# Witch (遊戲)
Witch是日本曾經存在的十八禁遊戲品牌，由位於埼玉縣埼玉市南區的有限会社アルテミス所設立。自1999年左右開始活動，因為財務困難於2005年終止。2001年12月在Comic Market 64中，與CIRCUS、NEKO NEKO Software（ねこねこソフト）共同成立埼玉連合並且在會場發售3家共同製作的遊戲クイズ埼玉連合の野望。姊妹品牌為製作BL遊戲「Katze」。

## 作品列表
含新裝版。
- 1999年12月3日 - Alive
- 2000年7月28日 - Milkyway
- 2001年3月30日 - Alive Renewal
- 2001年9月14日 - 草莓打（いちご打）
- 2002年3月8日 - Milkyway with Voice（Milkyway うぃず Voice）
- 2002年3月30日 - Milkyway1.8（電擊姬2002年5月號附錄）
- 2002年6月28日 - Milkyway2
- 2002年12月26日 - てりるのクリスマスBOX
- 2003年6月27日 - つるぺた
- 2003年9月12日 - FAKE
- 2003年12月19日 - 片翼の天使
- 2004年5月28日 - もふ×もきゅ ～ご主人様のお世話します～
- 2004年5月28日 - Milkyway DVD（1＋1.8＋2の詰め合わせ）
- 2004年6月30日 - Milkyway2.5（電擊姬2004年8月號附錄）
- 2005年4月28日 - Milkyway3

## 主要製作人員
劇本
- 悠月魅夜
- ぺーすけ

原畫
- 瀨之本久史：移至AXL。
- 真廣雄海：在ロール的遊戲《School Festa》擔任原畫後，替Candysoft《嬌蠻之吻2》繪製原畫。
- 鳴海鈴音 （页面存档备份，存于）：移至めろめろキュ～ト。

音樂
- 久坂真生（MAO）
- Angel Note

主題歌
- 桃井晴子（UNDER17）

## 相關項目
- 埼玉連合